# Ballspiel-Verein 08 Lüttringhausen 1983-1984
Questa voce raccoglie le informazioni riguardanti il BV 08 Lüttringhausen nelle competizioni ufficiali della stagione 1983-1984.

## Stagione
Nella stagione 1983-1984 il BV 08 Lüttringhausen, allenato da Günter Hentschke, Günther Exner e Sigfried Held, concluse il campionato di 2. Bundesliga al 20º posto. In Coppa di Germania il BV 08 Lüttringhausen fu eliminato al primo turno dal TuS Schloß-Neuhaus.

## Rosa
| N. |                     | Ruolo | Calciatore        |
| -- | ------------------- | ----- | ----------------- |
|    | Germania (bandiera) | P     | Ingo Brögelmann   |
|    | Germania (bandiera) | P     | André Stocki      |
|    | Germania (bandiera) | P     | Helmut Träries    |
|    | Germania (bandiera) | D     | Kurt Balewski     |
|    | Germania (bandiera) | D     | Hans-Werner Fuchs |
|    | Germania (bandiera) | D     | Frank Kayser      |
|    | Serbia (bandiera)   | D     | Zdenko Kosanovic  |
|    | Germania (bandiera) | D     | Peter Langer      |
|    | Germania (bandiera) | D     | Detlef Pirsig     |
|    | Germania (bandiera) | D     | Karl Rohr         |
|    | Germania (bandiera) | D     | Thomas Spanehl    |
|    | Germania (bandiera) | D     | Frank Weller      |
|    | Germania (bandiera) | C     | Herbert Bals      |

| N. |                     | Ruolo | Calciatore             |
| -- | ------------------- | ----- | ---------------------- |
|    | Germania (bandiera) | C     | Jürgen Berghaus        |
|    | Germania (bandiera) | C     | Michael Brühl          |
|    | Germania (bandiera) | C     | Volker Brune           |
|    | Germania (bandiera) | C     | Stefan Kalter          |
|    | Germania (bandiera) | C     | Siegfried Mainz        |
|    | Germania (bandiera) | C     | Ferenc Schmidt         |
|    | Serbia (bandiera)   | C     | Zoran Vuletic          |
|    | Germania (bandiera) | A     | Uwe Bialon             |
|    | Germania (bandiera) | A     | Frank Kremer           |
|    | Germania (bandiera) | A     | Franz-Josef Schmedding |
|    | Germania (bandiera) | A     | Norbert Sobbe          |
|    | Germania (bandiera) | A     | Rainer Wolff           |

## Organigramma societario
Area tecnica
- Allenatore: Sigfried Held
- Allenatore in seconda:
- Preparatore dei portieri:
- Preparatori atletici:

## Calciomercato

### Sessione estiva
| Acquisti | Acquisti     | Acquisti           | Acquisti |
| R.       | Nome         | da                 | Modalità |
| -------- | ------------ | ------------------ | -------- |
| D        | Frank Kayser | Colonia (juniores) |          |
| A        | Rainer Wolff | Colonia (juniores) |          |
| A        | Uwe Bialon   | Stoccarda          |          |

| Cessioni | Cessioni          | Cessioni       | Cessioni |
| R.       | Nome              | a              | Modalità |
| -------- | ----------------- | -------------- | -------- |
| A        | Lothar Steinhauer | FSV Gevelsberg |          |

### Sessione invernale
| Acquisti | Acquisti               | Acquisti          | Acquisti |
| R.       | Nome                   | da                | Modalità |
| -------- | ---------------------- | ----------------- | -------- |
| A        | Franz-Josef Schmedding | Borussia Dortmund |          |
| C        | Ferenc Schmidt         | Colonia           |          |

| Cessioni | Cessioni | Cessioni | Cessioni |
| R.       | Nome     | a        | Modalità |
| -------- | -------- | -------- | -------- |

## Risultati

### 2. Bundesliga

#### Girone di andata
| Arbitro: | Correll |

|                             |           |          |
| Seel 63’ Dickert 89’ (rig.) | Marcatori | 7’ Mainz |

| Arbitro: | Bodmer |

|  |           |                                    |
|  | Marcatori | 33’, 65’, 69’ Traser 62’ Cestonaro |

| Arbitro: | Vasel |

|                                 |           |  |
| Abramczik 19’ Pirsig 45’ (aut.) | Marcatori |  |

| Remscheid 20 agosto 1983, ore 15:00 CEST 4ª giornata | BV 08 Lüttringhausen | 0 – 0 referto | Ulma | Röntgen-Stadion (3 500 spett.)\| Arbitro: \| Bruch \| |
| Arbitro:                                             | Bruch                |               |      |                                                       |

| Arbitro: | Waltert |

|                    |           |            |
| Schäfer 45’ (rig.) | Marcatori | 77’ Kalter |

| Arbitro: | Michel |

|                                 |           |  |
| Bals 18’ Langer 45’, 86’ (rig.) | Marcatori |  |

| Arbitro: | Jupe |

|          |           |            |
| Beck 36’ | Marcatori | 66’ Kalter |

| Arbitro: | Eli |

|  |           |                                |
|  | Marcatori | 77’ (aut.) Balewski 88’ Hayduk |

| Arbitro: | Föckler |

|                                           |           |                   |
| Dubski 17’ (rig.), 29’, 46’ Wohlfarth 88’ | Marcatori | 90’ (rig.) Pirsig |

| Arbitro: | Barnick |

|            |           |  |
| Langer 42’ | Marcatori |  |

| Arbitro: | Hellwig |

|                                   |           |                       |
| Dittus 18’ Günther 29’ Boysen 79’ | Marcatori | 59’ Kalter 61’ Bialon |

| Arbitro: | Huster |

|                              |           |            |
| Kalter 53’ Langer 89’ (rig.) | Marcatori | 31’ Kügler |

| Arbitro: | Waltert |

|             |           |  |
| Rombach 75’ | Marcatori |  |

| Arbitro: | Meijerink |

|  |           |                  |
|  | Marcatori | 36’ (rig.) Gores |

| Arbitro: | Kespohl |

|                                              |           |  |
| Gundersdorff 4’ Demange 15’ Wegmann 23’, 33’ | Marcatori |  |

| Arbitro: | Walz |

|                         |           |  |
| Kalter 35’ Balewski 48’ | Marcatori |  |

| Arbitro: | Vasel |

|                          |           |           |
| Flad 34’ Merkle 75’, 84’ | Marcatori | 21’ Brune |

| Arbitro: | Schäfer |

|                   |           |  |
| Kuhl 6’, 49’, 67’ | Marcatori |  |

| Arbitro: | Roth |

|                            |           |            |
| Bialon 29’ Hahn 87’ (aut.) | Marcatori | 24’ Funkel |

#### Girone di ritorno
| Arbitro: | Diekert |

|              |           |                     |
| Balewski 45’ | Marcatori | 7’ Seel 39’ Blättel |

| Arbitro: | Kasperowski |

|                                                   |           |                          |
| Bönisch 4’ Cestonaro 24’, 77’ Wielandt 27’ (rig.) | Marcatori | 11’ Mainz 82’ Schmedding |

| Arbitro: | Gabor |

|  |           |                                                   |
|  | Marcatori | 32’ (rig.) Täuber 57’ Thon 87’ Abel 89’ Abramczik |

| Arbitro: | Brehm |

|                                                                              |           |  |
| Hauck 15’, 66’ Elser 39’ Steer 72’ Balewski 75’ (aut.) Neipp 79’ Vucinic 83’ | Marcatori |  |

| Arbitro: | Kautschor |

|             |           |         |
| Schmidt 45’ | Marcatori | 66’ Dum |

| Arbitro: | Boos |

|                   |           |  |
| Lehmann 6’ (rig.) | Marcatori |  |

| Arbitro: | Theobald |

|                |           |                                          |
| Schmedding 14’ | Marcatori | 42’ Nogly 49’ Glöde 61’ Skov 78’ Frowein |

| Arbitro: | Osmers |

|                                              |           |             |
| Schaub 7’, 73’ Steiner 64’ Lorant 86’ (rig.) | Marcatori | 62’ Schmidt |

| Arbitro: | Schütte |

|            |           |                            |
| Kalter 61’ | Marcatori | 26’ Notthoff 48’ Wohlfarth |

| Arbitro: | Huster |

|                              |           |                               |
| Mähn 14’ Krajczy 17’ Löw 47’ | Marcatori | 73’ Langer 85’ Brühl 90’ Bals |

| Arbitro: | Wippker |

|           |           |                                   |
| Brühl 82’ | Marcatori | 15’, 28’, 61’ Schüler 66’ Günther |

| Arbitro: | Schäfer |

|                      |           |              |
| Elgert 31’ Drews 52’ | Marcatori | 19’ Balewski |

| Arbitro: | Schäfer |

|            |           |                                     |
| Bialon 13’ | Marcatori | 49’ (rig.), 90’ Rombach 80’ Frenken |

| Arbitro: | Waltert |

|                        |           |  |
| Kirschner 73’ Gede 89’ | Marcatori |  |

| Arbitro: | Mierswa |

|                           |           |             |
| Brühl 11’ Kalter 35’, 62’ | Marcatori | 88’ Ćalasan |

| Arbitro: | Broska |

|                                                 |           |                       |
| Vittinghoff 20’ Kayser 72’ (aut.) Hanschitz 90’ | Marcatori | 49’ Bialon 51’ Kalter |

| Arbitro: | Michel |

|  |           |                                |
|  | Marcatori | 62’ (rig.) Flad 81’ Dannenberg |

| Arbitro: | Meijerink |

|          |           |           |
| Bals 84’ | Marcatori | 41’ Ossen |

| Arbitro: | Niebergall |

|                                                       |           |  |
| Eickels 13’ Dauber 20’ Wloka 28’ (rig.) Schneider 72’ | Marcatori |  |

### Coppa di Germania
| Arbitro: | Nolte |

|                      |           |  |
| Stair 63’ Schuck 90’ | Marcatori |  |

## Statistiche

### Statistiche di squadra
| Competizione      | Punti | In casa | In casa | In casa | In casa | In casa | In casa | In trasferta | In trasferta | In trasferta | In trasferta | In trasferta | In trasferta | Totale | Totale | Totale | Totale | Totale | Totale | DR  |
| Competizione      | Punti | G       | V       | N       | P       | Gf      | Gs      | G            | V            | N            | P            | Gf           | Gs           | G      | V      | N      | P      | Gf     | Gs     | DR  |
| ----------------- | ----- | ------- | ------- | ------- | ------- | ------- | ------- | ------------ | ------------ | ------------ | ------------ | ------------ | ------------ | ------ | ------ | ------ | ------ | ------ | ------ | --- |
| 2. Bundesliga     | 18    | 19      | 6       | 3       | 10      | 20      | 33      | 19           | 0            | 3            | 16           | 16           | 54           | 38     | 6      | 6      | 26     | 36     | 87     | -51 |
| Coppa di Germania | -     | 0       | 0       | 0       | 0       | 0       | 0       | 1            | 0            | 0            | 1            | 0            | 2            | 1      | 0      | 0      | 1      | 0      | 2      | -2  |
| Totale            | 18    | 19      | 6       | 3       | 10      | 20      | 33      | 20           | 0            | 3            | 17           | 16           | 56           | 39     | 6      | 6      | 27     | 36     | 89     | -53 |

### Andamento in campionato
| Giornata  | 1  | 2  | 3  | 4  | 5  | 6  | 7  | 8  | 9  | 10 | 11 | 12 | 13 | 14 | 15 | 16 | 17 | 18 | 19 | 20 | 21 | 22 | 23 | 24 | 25 | 26 | 27 | 28 | 29 | 30 | 31 | 32 | 33 | 34 | 35 | 36 | 37 | 38 |
| --------- | -- | -- | -- | -- | -- | -- | -- | -- | -- | -- | -- | -- | -- | -- | -- | -- | -- | -- | -- | -- | -- | -- | -- | -- | -- | -- | -- | -- | -- | -- | -- | -- | -- | -- | -- | -- | -- | -- |
| Luogo     | T  | C  | T  | C  | T  | C  | T  | C  | T  | C  | T  | C  | T  | C  | T  | C  | T  | T  | C  | C  | T  | C  | T  | C  | T  | C  | T  | C  | T  | C  | T  | C  | T  | C  | T  | C  | C  | T  |
| Risultato | P  | P  | P  | N  | N  | V  | N  | P  | P  | V  | P  | V  | P  | P  | P  | V  | P  | P  | V  | P  | P  | P  | P  | N  | P  | P  | P  | P  | N  | P  | P  | P  | P  | V  | P  | P  | N  | P  |
| Posizione | 15 | 20 | 20 | 20 | 20 | 17 | 16 | 18 | 19 | 16 | 17 | 16 | 16 | 18 | 19 | 16 | 19 | 20 | 18 | 20 | 19 | 20 | 20 | 20 | 20 | 20 | 20 | 20 | 20 | 20 | 20 | 20 | 20 | 20 | 20 | 20 | 20 | 20 |

Legenda:

Luogo: C = Casa; T = Trasferta. Risultato: V = Vittoria; N = Pareggio; P = Sconfitta.

### Statistiche dei giocatori
| Giocatore     | 2. Bundesliga | 2. Bundesliga | 2. Bundesliga | 2. Bundesliga | Coppa di Germania | Coppa di Germania | Coppa di Germania | Coppa di Germania | Totale   | Totale | Totale      | Totale     |
| Giocatore     | Presenze      | Reti          | Ammonizioni   | Espulsioni    | Presenze          | Reti              | Ammonizioni       | Espulsioni        | Presenze | Reti   | Ammonizioni | Espulsioni |
| ------------- | ------------- | ------------- | ------------- | ------------- | ----------------- | ----------------- | ----------------- | ----------------- | -------- | ------ | ----------- | ---------- |
| K. Balewski   | 33            | 3             | 6             | 1             | 1                 | 0                 | 0                 | 0                 | 34       | 3      | 6           | 1          |
| H. Bals       | 37            | 3             | 3             | 0             | 1                 | 0                 | 0                 | 0                 | 38       | 3      | 3           | 0          |
| J. Berghaus   | 8             | 0             | 2             | 0             | 0                 | 0                 | 0                 | 0                 | 8        | 0      | 2           | 0          |
| U. Bialon     | 23            | 4             | 2             | 1             | 0                 | 0                 | 0                 | 0                 | 23       | 4      | 2           | 1          |
| V. Brune      | 21            | 1             | 3             | 0             | 1                 | 0                 | 0                 | 0                 | 22       | 1      | 3           | 0          |
| I. Brögelmann | 0             | 0             | 0             | 0             | 0                 | 0                 | 0                 | 0                 | 0        | 0      | 0           | 0          |
| M. Brühl      | 26            | 3             | 3             | 0             | 1                 | 0                 | 0                 | 0                 | 27       | 3      | 3           | 0          |
| H. Fuchs      | 12            | 0             | 6             | 0             | 0                 | 0                 | 0                 | 0                 | 12       | 0      | 6           | 0          |
| S. Kalter     | 25            | 9             | 2             | 0             | 1                 | 0                 | 0                 | 0                 | 26       | 9      | 2           | 0          |
| F. Kayser     | 6             | 0             | 2             | 0             | 0                 | 0                 | 0                 | 0                 | 6        | 0      | 2           | 0          |
| Z. Kosanovic  | 24            | 0             | 2             | 0             | 1                 | 0                 | 0                 | 0                 | 25       | 0      | 2           | 0          |
| F. Kremer     | 27            | 0             | 0             | 0             | 1                 | 0                 | 0                 | 0                 | 28       | 0      | 0           | 0          |
| P. Langer     | 28            | 5             | 4             | 0             | 0                 | 0                 | 0                 | 0                 | 28       | 5      | 4           | 0          |
| S. Mainz      | 24            | 2             | 2             | 1             | 1                 | 0                 | 0                 | 0                 | 25       | 2      | 2           | 1          |
| D. Pirsig     | 13            | 1             | 3             | 0             | 1                 | 0                 | 1                 | 0                 | 14       | 1      | 4           | 0          |
| K. Rohr       | 38            | 0             | 3             | 0             | 1                 | 0                 | 0                 | 0                 | 39       | 0      | 3           | 0          |
| F. Schmedding | 13            | 2             | 0             | 0             | 0                 | 0                 | 0                 | 0                 | 13       | 2      | 0           | 0          |
| F. Schmidt    | 18            | 2             | 5             | 0             | 0                 | 0                 | 0                 | 0                 | 18       | 2      | 5           | 0          |
| N. Sobbe      | 10            | 0             | 0             | 0             | 0                 | 0                 | 0                 | 0                 | 10       | 0      | 0           | 0          |
| T. Spanehl    | 8             | 0             | 1             | 0             | 0                 | 0                 | 0                 | 0                 | 8        | 0      | 1           | 0          |
| A. Stocki     | 21            | 0             | 1             | 0             | 0                 | 0                 | 0                 | 0                 | 21       | 0      | 1           | 0          |
| H. Träries    | 17            | 0             | 2             | 0             | 1                 | 0                 | 0                 | 0                 | 18       | 0      | 2           | 0          |
| Z. Vuletic    | 6             | 0             | 0             | 0             | 1                 | 0                 | 0                 | 0                 | 7        | 0      | 0           | 0          |
| F. Weller     | 17            | 0             | 1             | 0             | 0                 | 0                 | 0                 | 0                 | 17       | 0      | 1           | 0          |
| R. Wolff      | 24            | 0             | 1             | 0             | 1                 | 0                 | 0                 | 0                 | 25       | 0      | 1           | 0          |